# St. Philippus und Jakobus (Laufenselden)

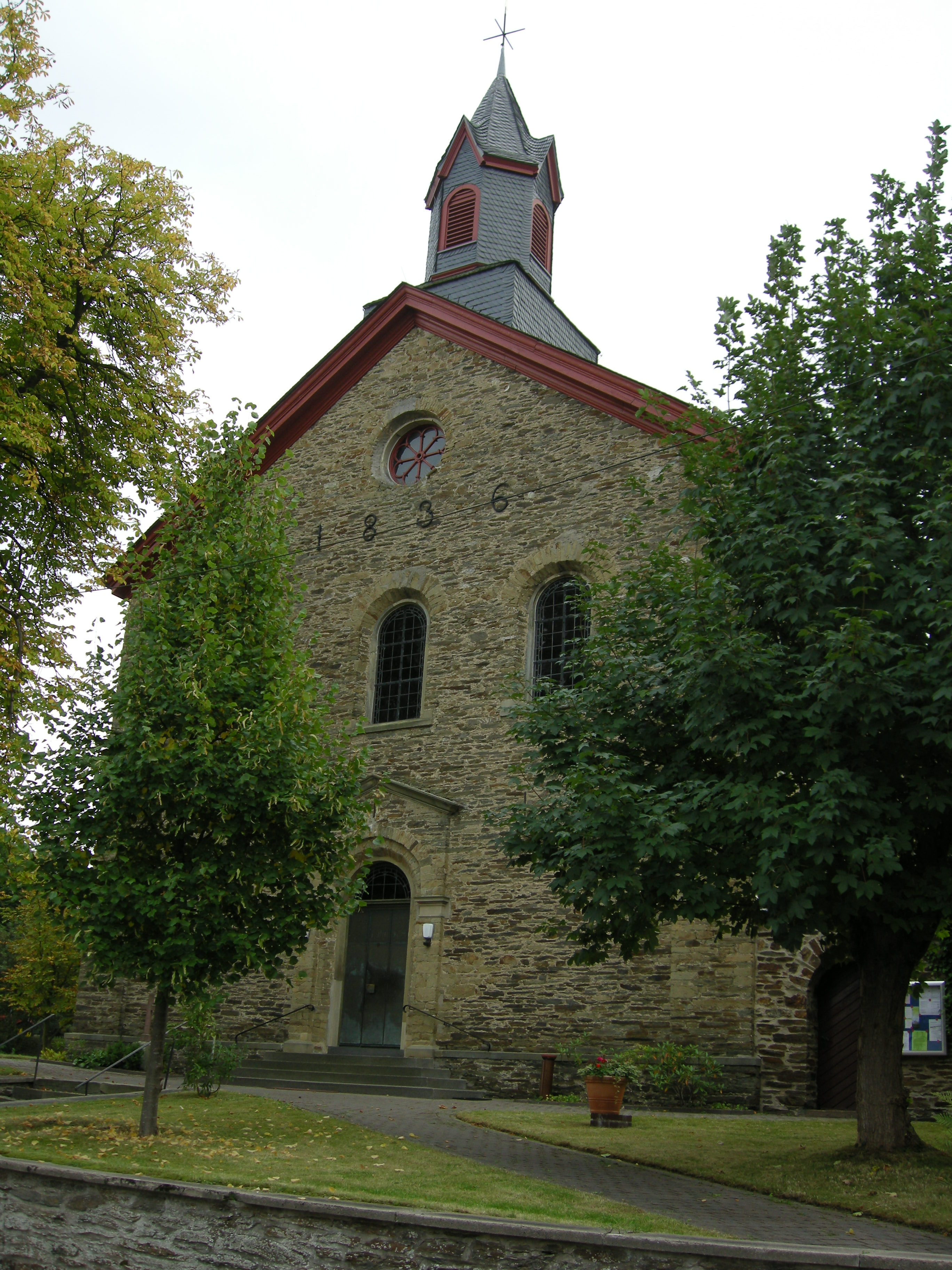
St. Philippus und Jakobus (Laufenselden)

Die römisch-katholische, denkmalgeschützte Kirche St. Philippus und Jakobus steht in Laufenselden, einem Ortsteil von Heidenrod im Rheingau-Taunus-Kreis in Hessen. Die Kirche gehört zur Pfarrei Heilige Familie Untertaunus im Bistum Limburg.

## Beschreibung
Die bruchsteinsichtige Saalkirche wurde 1836, wie im Giebel im Norden zu lesen ist, nach Plänen von Eberhard Philipp Wolff erbaut. Das Kirchenschiff hat im Süden einen eingezogenen Chor mit dreiseitigem Abschluss. Aus dem Satteldach des Kirchenschiffs erhebt sich im Norden ein quadratischer, schiefergedeckter Dachreiter, dessen achteckiger, mit einem spitzen Helm bedeckter Aufsatz hinter den Klangarkaden den Glockenstuhl beherbergt. Der Innenraum ist mit einer hölzernen Flachdecke überspannt. Die ehemalige Wand- und Deckenmalerei wurden bei einer Renovierung 1947 entfernt. Sie wurden 1993/94 in der bauzeitlichen Farbfassung rekonstruiert. Zur Kirchenausstattung gehören eine lebensgroße Statue der Madonna und eine Statuette des Johannes Nepomuk aus der Mitte des 18. Jahrhunderts. Die Orgel mit 12 Registern, einem Manual und einem Pedal wurde 1894 von den Gebrüdern Keller gebaut. Sie wurde 1978 durch ein Werk von Romanus Seifert & Sohn ersetzt.